# Huldange
Huldange är en ort i Luxemburg.   Den ligger i distriktet Diekirch, i den norra delen av landet, 60 kilometer norr om huvudstaden Luxemburg. Huldange ligger 519 meter över havet och antalet invånare är 376.
Terrängen runt Huldange är huvudsakligen platt, men österut är den kuperad. Huldange ligger uppe på en höjd.  Runt Huldange är det ganska glesbefolkat, med 35 invånare per kvadratkilometer.. Närmaste större samhälle är Troisvierges, 5,0 kilometer söder om Huldange. 
I omgivningarna runt Huldange växer i huvudsak blandskog.